# Castillo Matsumori
Castillo Matsumori (松森城 Matsumori-jō?), también conocido como Matsumoridate (松森館?) fue un castillo japonés en la provincia Mutsu. Hoy en día localizado en Sendai, de la prefectura de Miyagi. El castillo le pertenecía al clan Kokubu, que gobernó el área antes de la llegada del Clan Date. A Matsumoridate también se le conocía como el "Castillo de la Grulla voladora" (鶴ヶ城 'Tsuru-ga-jō'?) por su semejanza a las alas extendidas de una grulla en vuelo. El último daimyō del castillo fue Kokubu Morishige. Después de que entrara en poder el clan Date, el castillo fue en gran parte desmontado y fue convertido en jardines tradicionales para los viajes de cetrería de año nuevo del clan Date.